# Gaucelm Faidit
Gaucelm Faidit (1170 circa – 1202 circa) è stato un trovatore, nato a Uzerche, nel Limosino, da una famiglia di cavalieri al servizio del conte di Turenna.

## Biografia
Viaggiò molto visitando Francia, Spagna e Ungheria. Tra i suoi mecenati conosciuti ci sono Goffredo II duca di Bretagna, Dalfi d'Alvernha e Raimon d'Agout; ha soggiornato una volta a Poitiers, alla corte di Riccardo I d'Inghilterra, per la cui morte scrisse un famoso planh (lamento). È possibile, ma controverso, che nel 1189-1191 Gaucelm avesse preso parte alla terza crociata; sembra chiaro che nel 1202 si propose per la quarta crociata, come fece il suo mecenate, Bonifacio del Monferrato. Dopo il 1202 di lui non restano ulteriori tracce storiche.
Tre fonti - la vida (biografia) anonima di Gaucelm, uno scambio di versi tra Gaucelm ed Elias d'Ussel e il sirventese satirico sul trovatore rivale di Pèire de Vic (Monge de Montaudon) - avvalorano l'ipotesi che Gaucelm avesse sposato una prostituta. Secondo quanto leggiamo nella sua vida, lei si chiamava Guillelma Monja: "era molto bella e colta" e aveva accompagnato suo marito alla Crociata. Nella vida si afferma che Gaucelm fosse stato piuttosto grasso, e che dopo il matrimonio, anche Guillelma avesse messo su peso.

## Opera
Di Gaucelm ci sono pervenute circa settanta poesie e quattordici melodie. Sei poesie sono dedicate a Bonifacio del Monferrato, e dodici a Maria de Ventadorn. Molte delle sue poesie sono accompagnate nei manoscritti da spiegazioni dettagliate (razós), di solito riguardanti rivalità e relazioni amorose che presumibilmente hanno ispirato le poesie. Questi racconti vedono coinvolto Gaucelm con Ugo IX di Lusignano, suo figlio Ugo X, Alfonso II conte di Provenza e altri.

### Componimenti

#### Cansos
- Ab chantar me dei esbaudir
- Ab cossirier plaing (attribuita solo nel ms. R ad Albertet)
- Ab nou cor et ab novel so
- Al semblan del rei thyes
- Anc no cugei qu'en sa preizo (attribuita nel ms L ad anonimo)
- Anc no⋅m parti de solatz ni de chan (attribuita nel ms. z' ad Ademar lo Negre)
- Ara cove / qe⋅m conort en chantan
- Ar es lo montç vermellç et vertç
- Ben for' oimai
- Be⋅m platz e m'es gen
- Chant e deport, joi, dompnei e solatz
- Com que mos chans sia bos
- Coras que⋅m des benananssa
- De faire chansso
- De solatz e de chan
- D'un amor, on s'es asis
- D'un dotç bell plaser
- Gen fora, contra l'afan (attribuita solo nel ms. D Folquet de Marseilha)
- Ges de chantar non aten ni esper
- Ges no·m tuoill ni⋅m recre
- Ja mais nuill temps no⋅m pot ren far Amors (attribuita solo nel ms. R a Guillem de Saint-Didier, in alcuni mss. comprensiva di notazionane musicale)
- Ja no crezatz qu'ieu de chantar me lays
- Jauzens en gran benananssa
- Lo gens cors honratz (nei mss. G R X comprensiva di razó)
- Lo rossignolet salvatge (nel ms. G comprensiva di notazionane musicale)
- Maintas sazos es hom plus voluntos (attribuita solo nel ms. U a Peirol)
- Mas la bella de cui mi mezeis tenh
- Mon cor e mi e mas bonas chanssos (attribuita solo nel ms. R a Guillem de Cabestany, comprensiva di notazione musicale)
- Mout a Amors sobrepoder
- Mout a poignat Amors en mi delir
- Mout m'enojet ogan lo coindetz mes
- Mout voluntiers chantera per amor
- No m'alegra chans ni critz
- Oimais taing que fassa parer
- Pel joi del temps qu'es floritz
- Pel messatgier que fai tan lonc estatge
- Per l'esgar
- Quan (Cant) la fueilla sobre l'albre s'espan (attribuita nel mss. G I K O Q a Bernart de Ventadorn e nel ms. S a Peirol)
- Can (Quan) vei reverdir les jardis
- Razon e mandamen (attribuita nel mss. Da I K a Uc de la Bacalaria, nel ms. L a Guillem de Saint-Didier)
- Si anc nuills hom, per aver fin coratge (attribuita solo nei mss. S a Peirol e H ad Uc de Saint Circ, comprensiva di notazione musicale nei mss. G R X)
- Si tot m'ai tarzat mon chan (comprensiva di notazione musicale nei mss. R X)
- Si tot noncas res es grazitz
- Solatz e chantar (attribuita solo nel ms. C a Albertet de Sisteron
- S'om pogues partir son voler (comprensiva di notazione musicale nei mss. G X)
- Tan aut (fort) me creis Amors en ferm talan
- Tant ai sofert longamen grand afan (attribuita solo nel ms. Q a Folquet de Marseille, comprensiva di notazione musicale nei mss. G R)
- Tot mi cuidei de chanssos far sofrir
- Tot so qe⋅is pert pels truanz amadors
- Tuich cil que amon Valor
- Trop malamen m'anet un tems d'Amor
- Una dolors esforciva

#### Sirventes-cansos
- L'onratz, jauzens sers
- Tan sui ferms e fis vas Amor (attribuita solo nei mss. M T a Cadenet e in a1 a Guillem de Cabestany

#### Cansos de crosada
- Ara nos sia guitz (attribuita nel ms. E ad Aimeric de Belenoi)
- Chascus hom deu conoisser et entendre
- Del gran golfe de mar

#### Planh
- Fortz chausa es que tot lo major dan (alcuni manoscritti riportano la notazione musicale)

#### Partimen, scambio dicoblasetensos

##### Scambio dicoblas
- A jujamen de sos vezis (in risposta a Manenz fora·l francs pelegris di Elias d'Ussel
- Ben auria ops pas e vis (a cui risponde Elias d'Ussel con a Gauselms, eu mezeis garantis)

##### Partimen
- Gaucelm, diguatz m'al vostre sen (partimen con Peirol)
- Gaucelms Faiditz, de dos amics leials (partimen con Aimeric de Peguilhan)
- Gaucelm Faidit, eu vos deman (partimen con Albertet de Sisteron)
- Gaucelm, tres jocs enamoratz (partimen con Savaric de Mauleon)
- Jauseume, quel vos est semblant (partimen con il Coms de Bretaigna)
- N'Albert, eu sui en gran error
- N'Uc de la Bachallaria
- Perdigon, vostre sen digatz

##### Tenso
- Ara·m digaz, Gauselm Faidit (con Raimbaut)

#### Componimenti contesi ad altri trovatori
- Celeis cui am de cor e de saber (canso di Guiraut de Calanso)
- De Berguedan, d'estas doas razos' (partimen di Aimeric de Peguilhan e Guillem de Berguedà)
- Anqera⋅m vai recalivan (canso di Peire Raimon de Tolosa)
- En Rambaut, pros dona d'aut paratge (partimen di Guionet e Raimbaut)
- Ges per lo freg temps no m'irais (canso attribuita in diversi mss. a vari autori tra i quali Cercamon)
- Lanquan li jorn son lonc en mai (canso di Jaufré Rudel)
- Locx es c'om se deu alegrar (sirventes di Pons Fabre d'Uzes)
- Longa sazon ai estat vas amor (canso attribuita in diversi mss. a vari autori tra i quali Jordan de l'Isla de Venessi)
- Lo nous mes d'abril comensa (canso di Rigaut de Berbezilh)
- Mas comiat ai de far chanso (canso attribuita in diversi mss. a vari autori tra i quali Elias de Barjols)
- Ses joi non es valors (canso di Arnaut de Mareuil)
- Us cavaliers si iazia (alba di Bertran de Lamanon)